# John Peers
John William Peers (* 25. července 1988 Melbourne) je australský profesionální tenista, deblový specialista. Na pařížské olympiádě 2024 se stal olympijským vítězem v mužské čtyřhře po boku Matthewa Ebdena. Již na tokijských Hrách XXXII. olympiády vybojoval s Ashleigh Bartyovou bronzovou medaili z mixu. S Henrim Kontinenem zvítězil v mužské čtyřhře grandslamového Australian Open 2017 a na Turnaji mistrů 2016. Po boku Storm Sandersové ovládl smíšenou soutěž US Open 2022 a s Olivií Gadeckou mix Australian Open 2025. Na grandslamu si zahrál také finále Wimbledonu 2015 a US Open 2015 v páru s Jamiem Murrayem.
Ve své dosavadní kariéře na okruhu ATP Tour vyhrál třicet deblových turnajů, první z nich s Jamiem Murraym na Houston Championships 2013. Na challengerech ATP a okruhu ITF získal jeden titul ve dvouhře a třináct trofejí ve čtyřhře.
Na žebříčku ATP byl nejvýše ve dvouhře klasifikován v červnu 2012 na 456. místě a ve čtyřhře pak v dubnu 2017 na 2. místě. Trénuje ho David Collins. Dříve tuto roli plnil bývalý britský tenista Chris Eaton.
V australském daviscupovém týmu debutoval v roce 2016 úvodním kolem Světové skupiny proti Spojeným státům, v němž prohrál s Lleytonem Hewittem čtyřhru s bratry Branovými. Američané zvítězili 3:1 na zápasy. Do roku 2025 v soutěži nastoupil k patnácti mezistátním utkáním s bilancí 0–0 ve dvouhře a 7–8 ve čtyřhře.
Austrálii reprezentoval na Letních olympijských hrách 2016 v Riu de Janeiru, kde na úvod mužské čtyřhry s Chrisem Guccionem nestačili na Argentince Juana Martína del Potra a Máxima Gonzáleze. Po boku Sam Stosurové dohráli i na úvod smíšené soutěže. Zúčastnil se i odložených Her XXXII. olympiády v Tokiu. V páru s Ashleigh Bartyovou získali bronzovou medaili ve smíšené čtyřhře. Do mužského deblu zasáhl s Maxem Purcellem, ale vypadli v prvním kole.  Na pařížské olympiádě 2024 pak ovládl s Matthewem Ebdendem mužskou čtyřhru. Po triumfu Woodbridge s Woodfordem na LOH 1996 zajistili Austrálii druhé zlato napříč tenisovými soutěžemi.

## Soukromý život
Narodil se v Melbourne, v druhém největším městě Austrálie. Tenisu se začal věnovat, jakmile mohl začít chodit, jelikož měl tenisový kurt na dvorku za domem. Matka Elizabeth hrála profesionálně tenis, rovněž jako sestra Sally. Za oblíbený turnaj uvedl travnatý Wimbledon.

## Finále na Grand Slamu

### Mužská čtyřhra: 4 (1–3)
| Stav      | rok  | turnaj          | povrch | spoluhráč      | soupeři ve finále                   | výsledek           |
| --------- | ---- | --------------- | ------ | -------------- | ----------------------------------- | ------------------ |
| Finalista | 2015 | Wimbledon       | tráva  | Jamie Murray   | Jean-Julien Rojer Horia Tecău       | 6–7(5–7), 4–6, 4–6 |
| Finalista | 2015 | US Open         | tvrdý  | Jamie Murray   | Pierre-Hugues Herbert Nicolas Mahut | 4–6, 4–6           |
| Vítěz     | 2017 | Australian Open | tvrdý  | Henri Kontinen | Bob Bryan Mike Bryan                | 7–5, 7–5           |
| Finalista | 2019 | Australian Open | tvrdý  | Henri Kontinen | Pierre-Hugues Herbert Nicolas Mahut | 4–6, 6–7(1–7)      |

### Smíšená čtyřhra: 2 (2–0)
| Stav  | rok  | turnaj          | povrch | spoluhráčka      | soupeři ve finále                          | výsledek         |
| ----- | ---- | --------------- | ------ | ---------------- | ------------------------------------------ | ---------------- |
| Vítěz | 2022 | US Open         | tvrdý  | Storm Sandersová | Kirsten Flipkensová Édouard Roger-Vasselin | 4–6, 6–4, [10–7] |
| Vítěz | 2025 | Australian Open | tvrdý  | Olivia Gadecká   | Kimberly Birrellová John-Patrick Smith     | 3–6, 6–4, [10–6] |

## Zápasy o olympijské medaile

### Mužská čtyřhra: 1 (1 zlato)
| Stav  | rok  | místo konání   | povrch | spoluhráč     | soupeři                    | výsledek                   |
| ----- | ---- | -------------- | ------ | ------------- | -------------------------- | -------------------------- |
| Zlato | 2024 | Paříž, Francie | antuka | Matthew Ebden | Austin Krajicek Rajeev Ram | 6–7(6–8), 7–6(7–1), [10–8] |

### Smíšená čtyřhra: 1 (1 bronz)
| Stav  | rok  | místo konání    | povrch | spoluhráčka       | soupeři                           | výsledek |
| ----- | ---- | --------------- | ------ | ----------------- | --------------------------------- | -------- |
| Bronz | 2020 | Tokio, Japonsko | tvrdý  | Ashleigh Bartyová | Nina Stojanovićová Novak Djoković | bez boje |

## Finále na okruhu ATP Tour

### Čtyřhra: 50 (30–20)
| Legenda                     |
| --------------------------- |
| Grand Slam (1–3)            |
| Olympijské hry (1–0 Č)      |
| Turnaj mistrů (2–0)         |
| ATP Tour Masters 1000 (4–2) |
| ATP Tour 500 (9–6)          |
| ATP Tour 250 (13–9)         |

| Finále dle povrchu |
| ------------------ |
| tvrdý (18–14)      |
| antuka (9–2)       |
| tráva (3–4)        |
| koberec (0)        |

| Stav      | č.  | datum              | turnaj                                | kategorie      | povrch    | spoluhráč        | soupeři ve finále                    | výsledek                   |
| --------- | --- | ------------------ | ------------------------------------- | -------------- | --------- | ---------------- | ------------------------------------ | -------------------------- |
| Vítěz     | 1.  | 13. dubna 2013     | Houston, Spojené státy                | ATP 250        | antuka    | Jamie Murray     | Bob Bryan Mike Bryan                 | 1–6, 7–6(7–3), [12–10]     |
| Vítěz     | 2.  | 28. července 2013  | Gstaad, Švýcarsko                     | ATP 250        | antuka    | Jamie Murray     | Pablo Andújar Guillermo García-López | 6–3, 6–4                   |
| Vítěz     | 3.  | 29. září 2013      | Bangkok, Thajsko                      | ATP 250        | tvrdý (h) | Jamie Murray     | Tomasz Bednarek Johan Brunström      | 6–3, 3–6, [10–6]           |
| Finalista | 1.  | 6. října 2013      | Tokio, Japonsko                       | ATP 500        | tvrdý     | Jamie Murray     | Rohan Bopanna Édouard Roger-Vasselin | 6–7(5–7), 4–6              |
| Vítěz     | 4.  | 4. května 2014     | Mnichov, Německo                      | ATP 250        | antuka    | Jamie Murray     | Colin Fleming Ross Hutchins          | 6–4, 6–2                   |
| Finalista | 2.  | 15. června 2014    | Queen's Club, Londýn, Velká Británie  | ATP 250        | tráva     | Jamie Murray     | Alexander Peya Bruno Soares          | 6–4, 6–7(4–7), [4–10]      |
| Finalista | 3.  | 23. srpna 2014     | Winston-Salem, Spojené státy          | ATP 250        | tvrdý     | Jamie Murray     | Juan Sebastián Cabal Robert Farah    | 3–6, 4–6                   |
| Finalista | 4.  | 27. září 2014      | Kuala Lumpur, Malajsie                | ATP 250        | tvrdý (h) | Jamie Murray     | Marcin Matkowski Leander Paes        | 6–3, 6–7(5–7), [5–10]      |
| Vítěz     | 5.  | 11. ledna 2015     | Brisbane, Austrálie                   | ATP 250        | tvrdý     | Jamie Murray     | Alexandr Dolgopolov Kei Nišikori     | 6–3, 7–6(7–4)              |
| Finalista | 5.  | 15. února 2015     | Rotterdam, Nizozemsko                 | ATP 500        | tvrdý (h) | Jamie Murray     | Jean-Julien Rojer Horia Tecău        | 6–3, 3–6, [8–10]           |
| Finalista | 6.  | 26. dubna 2015     | Barcelona, Španělsko                  | ATP 500        | antuka    | Jamie Murray     | Marin Draganja Henri Kontinen        | 3–6, 7–6(8–6), [9–11]      |
| Finalista | 7.  | 11. července 2015  | Wimbledon, Londýn, Velká Británie     | Grand Slam     | tráva     | Jamie Murray     | Jean-Julien Rojer Horia Tecău        | 6–7(5–7), 4–6, 4–6         |
| Vítěz     | 6.  | 2. srpna 2015      | Hamburk, Německo                      | ATP 500        | antuka    | Jamie Murray     | Juan Sebastián Cabal Robert Farah    | 2–6, 6–3, [10–8]           |
| Finalista | 8.  | 12. září 2015      | US Open, New York, Spojené státy      | Grand Slam     | tvrdý     | Jamie Murray     | Pierre-Hugues Herbert Nicolas Mahut  | 4–6, 4–6                   |
| Finalista | 9.  | 25. října 2015     | Vídeň, Rakousko                       | ATP 500        | tvrdý (h) | Jamie Murray     | Łukasz Kubot Marcelo Melo            | 6–4, 6–7(3–7), [6–10]      |
| Finalista | 10. | 1. listopadu 2015  | Basilej, Švýcarsko                    | ATP 500        | tvrdý (h) | Jamie Murray     | Alexander Peya Bruno Soares          | 5–7, 5–7                   |
| Vítěz     | 7.  | 10. ledna 2016     | Brisbane, Austrálie                   | ATP 250        | tvrdý     | Henri Kontinen   | James Duckworth Chris Guccione       | 7–6(7–4), 6–1              |
| Vítěz     | 8.  | 1. května 2016     | Mnichov, Německo                      | ATP 250        | antuka    | Henri Kontinen   | Juan Sebastián Cabal Robert Farah    | 6–3, 3–6, [10–7]           |
| Vítěz     | 9.  | 17. července 2016  | Hamburk, Německo                      | ATP 500        | antuka    | Henri Kontinen   | Daniel Nestor Ajsám Kúreší           | 7–5, 6–3                   |
| Finalista | 11. | 16. října 2016     | Šanghaj, Čína                         | Masters 1000   | tvrdý     | Henri Kontinen   | John Isner Jack Sock                 | 4–6, 4–6                   |
| Vítěz     | 10. | 6. listopadu 2016  | Paříž, Francie                        | Masters 1000   | tvrdý (h) | Henri Kontinen   | Pierre-Hugues Herbert Nicolas Mahut  | 6–4, 3–6, [10–6]           |
| Vítěz     | 11. | 20. listopadu 2016 | Londýn, Velká Británie                | Turnaj mistrů  | tvrdý (h) | Henri Kontinen   | Raven Klaasen Rajeev Ram             | 2–6, 6–1, [10–8]           |
| Vítěz     | 12. | 28. ledna 2017     | Australian Open, Melbourne, Austrálie | Grand Slam     | tvrdý     | Henri Kontinen   | Bob Bryan Mike Bryan                 | 7–5, 7–5                   |
| Vítěz     | 14. | 6. srpna 2017      | Washington, D.C., Spojené státy       | ATP 500        | tvrdý     | Henri Kontinen   | Łukasz Kubot Marcelo Melo            | 7–6(7–5), 6–4              |
| Vítěz     | 16. | 8. října 2017      | Peking, Čína                          | ATP 500        | tvrdý     | Henri Kontinen   | John Isner Jack Sock                 | 6–3, 3–6, [10–7]           |
| Vítěz     | 15. | 15. října 2017     | Šanghaj, Čína                         | Masters 1000   | tvrdý     | Henri Kontinen   | Łukasz Kubot Marcelo Melo            | 6–4, 6–2                   |
| Vítěz     | 16. | 19. listopadu 2017 | Londýn, Velká Británie (2)            | Turnaj mistrů  | tvrdý (h) | Henri Kontinen   | Łukasz Kubot Marcelo Melo            | 6–4, 6–2                   |
| Vítěz     | 17. | 7. ledna 2018      | Brisbane, Austrálie (3)               | ATP 250        | tvrdý     | Henri Kontinen   | Leonardo Mayer Horacio Zeballos      | 3–6, 6–3, [10–2]           |
| Vítěz     | 18. | 24. června 2020    | Queen's Club, Londýn, Velká Británie  | ATP 500        | tráva     | Henri Kontinen   | Jamie Murray Bruno Soares            | 6–4, 6–3                   |
| Vítěz     | 19. | 12. srpna 2018     | Toronto, Kanada                       | Masters 1000   | tvrdý     | Henri Kontinen   | Raven Klaasen Michael Venus          | 6–2, 6–7(7–9), [10–6]      |
| Finalista | 12. | 27. ledna 2019     | Australian Open, Melbourne, Austrálie | Grand Slam     | tvrdý     | Henri Kontinen   | Pierre-Hugues Herbert Nicolas Mahut  | 4–6, 6–7(1–7)              |
| Vítěz     | 20. | 16. června 2019    | Stuttgart, Německo                    | ATP 250        | tráva     | Bruno Soares     | Rohan Bopanna Denis Shapovalov       | 7–5, 6–3                   |
| Vítěz     | 21. | 29. února 2020     | Dubaj, Spojené arabské emiráty        | ATP 500        | tvrdý     | Michael Venus    | Raven Klaasen Oliver Marach          | 6–3, 6–2                   |
| Vítěz     | 22. | 27. září 2020      | Hamburk, Německo                      | ATP 500        | antuka    | Michael Venus    | Ivan Dodig Mate Pavić                | 6–3, 6–4                   |
| Vítěz     | 23. | 25. října 2020     | Antverpy, Belgie                      | ATP 250        | tvrdý (h) | Michael Venus    | Rohan Bopanna Matwé Middelkoop       | 6–3, 6–4                   |
| Vítěz     | 24. | 22. května 2021    | Ženeva, Švýcarsko                     | ATP 250        | antuka    | Michael Venus    | Simone Bolelli Máximo González       | 6–2, 7–5                   |
| Finalista | 13. | červen 2021        | Queen's Club, Londýn, Velká Británie  | ATP 500        | tráva     | Reilly Opelka    | Pierre-Hugues Herbert Nicolas Mahut  | 4–6, 5–7                   |
| Finalista | 14. | 3. října 2021      | San Diego, Spojené státy              | ATP 250        | tvrdý     | Filip Polášek    | Joe Salisbury Neal Skupski           | 6–7(2–7), 6–3, [5–10]      |
| Vítěz     | 25. | 16. října 2021     | Indian Wells, Spojené státy           | Masters 1000   | tvrdý     | Filip Polášek    | Aslan Karacev Andrej Rubljov         | 6–3, 7–6(7–5)              |
| Vítěz     | 26. | 10. ledna 2022     | Sydney, Austrálie                     | ATP 250        | tvrdý     | Filip Polášek    | Simone Bolelli Fabio Fognini         | 7–5, 7–5                   |
| Finalista | 15. | 31. července 2022  | Atlanta, Spojené státy                | ATP 250        | tvrdý     | Jason Kubler     | Thanasi Kokkinakis Nick Kyrgios      | 6–7(4–7), 5–7              |
| Finalista | 16. | 14. srpna 2022     | Montréal, Kanada                      | Masters 1000   | tvrdý     | Neal Skupski     | Wesley Koolhof Neal Skupski          | 2–6, 6–4, [6–10]           |
| Finalista | 17. | 23. října 2022     | Neapol, Itálie                        | ATP 250        | tvrdý     | Matthew Ebden    | Ivan Dodig Austin Krajicek           | 3–6, 6–1, [8–10]           |
| Vítěz     | 27. | 25. června 2023    | Halle, Německo                        | ATP 500        | tráva     | Marcelo Melo     | Simone Bolelli Andrea Vavassori      | 7–6(7–3), 3–6, [10–6]      |
| Finalista | 18. | 3. října 2023      | Astana, Kazachstán                    | ATP 250        | tvrdý     | Mate Pavić       | Nathaniel Lammons Jackson Withrow    | 6–7(4–7), 6–7(7–9)         |
| Finalista | 19. | 7. dubna 2024      | Houston, Spojené státy                | ATP 250        | antuka    | William Blumberg | Max Purcell Jordan Thompson          | 5–7, 1–6                   |
| Finalista | 20. | červen 2024        | Eastbourne, Spojené království        | ATP 250        | tráva     | Matthew Ebden    | Neal Skupski Michael Venus           | 6–4, 6–7(2–7), [9–11]      |
| Vítěz     | 28. | srpen 2024         | Paříž, Francie                        | Olympijské hry | antuka    | Matthew Ebden    | Austin Krajicek Rajeev Ram           | 6–7(6–8), 7–6(7–1), [10–8] |
| Vítěz     | 29. | říjen 2024         | Basilej, Švýcarsko                    | ATP 500        | tvrdý (h) | Jamie Murray     | Wesley Koolhof Nikola Mektić         | 6–3, 7–5                   |
| Vítěz     | 30. | listopad 2024      | Bělehrad, Srbsko                      | ATP 250        | tvrdý (h) | Jamie Murray     | Ivan Dodig Skander Mansouri          | 3–6, 7–6(7–5), [11–9]      |

## Postavení na konečném žebříčku ATP

### Dvouhra
| Rok    | 2007  | 2008 | 2009 | 2010 | 2011 | 2012   | 2013    | 2014–2024 |
| Pořadí | 1461. | ―    | ―    | ―    | 568. | ▼ 642. | ▼ 1217. | ―         |

### Čtyřhra
| Rok    | 2008  | 2009 | 2010 | 2011 | 2012 | 2013  | 2014  | 2015 | 2016 | 2017 | 2018  | 2019  | 2020  | 2021  | 2022  | 2023  | 2024  |
| Pořadí | 1175. | ―    | ―    | 357. | 78.  | ▲ 29. | ▼ 43. | ▲ 8. | ▼ 9. | ▲ 4. | ▼ 23. | ▼ 26. | ▼ 28. | ▲ 13. | ▼ 37. | ▼ 39. | ▲ 35. |